# Andrés Barba
Andrés Barba Muñiz (Madrid, 1975) es un novelista, ensayista, traductor, guionista y fotógrafo español. Actualmente reside en Argentina, país que le concedió la ciudadanía en 2024.  

## Biografía
Nació en Madrid (1975), es licenciado en Filología Hispánica por la Universidad Complutense de Madrid, posee estudios de Filosofía. Ha ejercido actividad docente en el Bowdoin College, en la Universidad Complutense de Madrid y en la Universidad de Princeton.   
En 2003 residió en la Academia de España en Roma. En 2004 realizó una estancia en la Residencia de Estudiantes de Madrid. En 2016 fue invitado por el British Council y la Universidad Queen Mary de Londres para una estancia y en 2018 recibió la prestigiosa beca del Cullman Center de la New York Public Library.
Como traductor es responsable de más de treinta versiones, sobre todo del inglés, de autores como Joseph Conrad, Henry James, Herman Melville, Thomas De Quincey, Lewis Carroll, Rebecca West, Allen Ginsberg, J.R. Ackerley, Scott Fitzgerald, Dylan Thomas, Edgar Lee Masters, entre otros muchos.
Es el creador, junto al pintor Alberto Pina (con quien convivió en la Academia de España en Roma), de la editorial de libros de artista El cañón de Garibaldi. Y realizó una exposición de toda su obra conjunta en la New York Public Library, en 2022.
Está casado con la escritora y traductora Carmen M. Cáceres, con la que ha traducido y escrito en colaboración y con la que tiene un hijo y una hija. Actualmente reside en Posadas, Argentina, y comenzó a tramitar la nacionalidad argentina.

## Premios y reconocimientos
- Finalista del Premio Herralde de Novela (2001), por La hermana de Katia.
- Premio Torrente Ballester de Narrativa (2006), por Versiones de Teresa.
- Premio Anagrama de Ensayo (2007), por La ceremonia del porno, coescrito con Javier Montes.
- En 2010 fue seleccionado por la Revista Granta en Inglaterra como uno de los veintidós jóvenes escritores más importantes de habla hispana.
- Premio Juan March de Narrativa (2011), por Muerte de un caballo.
- Premio Nord Sud. Fondazione Pescara Abruzzo. (Italia, 2012). Por Ha dejado de llover.
- White Raven Prize. Internationale Jugenbibliotheck. (Munich 2012). Por Arriba el cielo, abajo el suelo.
- Finalista del Premio Jaime Gil de Biedma de poesía (2016), por Crónica natural.
- Premio Herralde de Novela (2017).
- Finalista Premio Gregor Von Rezzori (Italia, 2019), Prix Frontieres (Francia, 2021) por República luminosa.
- Premio Finestres al mejor libro de ficción en castellano (2023) por El último día de la vida anterior.

## Labor relacionada con la fotografía y el cine
En 2008 la directora holandesa Mijke de Jong realizó una adaptación al cine de su novela La hermana de Katia, que resultó ganadora del premio neerlandés Golden Calf en dos categorías.
En febrero de 2011 Andrés Barba realizó una exposición fotográfica en la Universidad de Nueva York,  Cátedra Juan Carlos I. De dicha exposición resultó el libro I remember (Recuerdo) ISBN 978-84-693-9566-0. Al estilo de Me acuerdo de Joe Brainard o Yo recuerdo de George Perec, en las fotografías y en los textos que componen este volumen se compone un mosaico de la intensa intimidad del autor.
En 2020, en el Reino Unido, María Martínez Bayona realizó una adaptación cinematorgráfica de Las manos pequeñas (Such Small Hands) que resultó ganadora a la mejor directora en el Fantastic Fest (2021) y en el Aesthetica Short Film Festival (2021).

## Obras
Ha publicado más de veinte libros de ficción literaria, ensayo, crítica, poesía, fotografía y narrativa infantil. Su obra ha sido traducida a veintidós idiomas. 

### Narrativa
- El hueso que más duele (Premio de Novela Ramón J. Sender; Universidad Complutense, 1998). 80 páginas, ISBN 84-88321-14-7.
- La hermana de Katia (finalista del XIX Premio Herralde de Novela; Anagrama, 2001). 184 páginas, ISBN 84-339-2491-5.[2][3]
- La recta intención (Anagrama, 2002). 238 páginas, ISBN 84-339-6833-5.  Primer libro de relatos (o novelas cortas)
- Ahora tocad música de baile (Anagrama, 2004). 272 páginas, ISBN 84-339-6856-4.
- Versiones de Teresa (XVII Premio Torrente Ballester; Anagrama, 2006). 208 páginas, ISBN 84-339-7130-1.
- Libro de las caídas (Grabaciones necesarias, 2006). Con ilustraciones de Pablo Angulo. 144 páginas, ISBN 84-934913-0-6. Una obra singular en la que textos precisos y grabados sutiles arman un álbum con diversos y ambiguos tipos de caídas. En 2008 fue reeditado por la editorial Sexto Piso, con prólogo de Sergio Pitol y de Javier Cercas.
- Las Manos Pequeñas (Anagrama, 2008). 112 páginas, ISBN 978-84-339-7176-0.
- Agosto, Octubre (Anagrama, 2010). Novela corta que alcanzó una gran repercusión en la crítica y en la prensa especializada.
- Muerte de un caballo Editorial Pre-textos. Premio Juan March de novela breve 2011
- Ha dejado de llover (Anagrama 2012) ISBN 978-84-339-7423-9. Una "novella de nouvelles".
- Lista de desaparecidos (Editorial Siberia, 2013), ISBN 978-84-941039-2-6. Una serie de retratos madrileños ilustrados por el artista plástico y escultor Pablo Angulo.
- En presencia de un payaso (Anagrama 2014) ISBN 978-84-339-9786-9. Novela de cámara en la que el protagonista se ve obligado a resumir su vida en 300 palabras mientras comparte varios días junto a un cómico que se ha presentado en  las elecciones para poder sentar a una maniquí en un escaño del Congreso de los Diputados.
- República luminosa (Anagrama 2017) ISBN 978-84-339-9846-0. Novela en la que explora el territorio de su infancia, y que está influenciada por el documental "Los niños de Leningradsky".[4]
- Vida de Guastavino y Guastavino (Anagrama, 2020). ISBN 978-84-339-9909-2.
- El último día de la vida anterior (Anagrama, 2023). ISBN 978-84-339-0177-4.[5]

### Ensayo
- La ceremonia del porno (XXXV Premio Anagrama de Ensayo; 2007). Coescrito con Javier Montes. 208 páginas, ISBN 84-339-6259-1.
- Caminar en un mundo de espejos (Editorial Siruela, 2014), ISBN 978-84-16120-41-3. Colección de artículos biográficos y ensayos, un recorrido que reflexiona a partir de disparadores tan diversos como la primera fotografía, una lectura en una cárcel de mujeres en el viejo Berlín Este, Cassius Clay enfrentado a su propia negritud o Diane Arbus a su fascinación por los freaks.
- La risa caníbal - Humor, pensamiento cínico y poder  (Editorial Alpha Decay, 2016), ISBN 978-84-944896-0-0.  Una reflexión sobre los límites del humor y su estrecha relación con las estructuras de poder.

### Poesía
- Crónica natural (Visor, 2015) ISBN 978-84-9895-927-7. Conmovedor relato en verso sobre el más universal y perturbador de los temas: la muerte del padre

### Literatura infantil
- Historia de Nadas (Siruela, 2006). Con ilustraciones de Rafael Vivas Bilbao, 112 páginas, ISBN 84-7844-960-4.
- La alucinante historia de Juanito Tot y Verónica Flut (Siruela, 2008). Con ilustraciones de Rafael Vivas Bilbao, 88 páginas, ISBN 978-84-9841-216-1.
- Arriba el cielo, abajo el suelo (Siruela, 2011). Con ilustraciones de Saavedra, 96 páginas, ISBN 978-84-9841-514-8.
- La microguerra de todos los tiempos (Siruela, 2015). Con ilustraciones de Rafael Vivas, 96 páginas, 978-84-16465-09-5.